# Олохово (Псковский район)
Олохово — деревня в Краснопрудской волости Псковского района Псковской области России.
Расположена в 12 км к востоку от волостного центра Кирово и в 40 км к югу от города Пскова.

## Население
Постоянное население по состоянию на 2000 год в деревне отсутствовало.

## История
До 31 декабря 2010 года деревня входила в состав ныне упразднённой Москвинской волости.